# 非口腔音化
非口腔音化（ひこうこうおんか、ひこうくうおんか、英: debuccalization）は、子音が本来の調音位置を失い、声門摩擦音 [h] や声門破裂音 [ʔ] となる音変化である。口腔内での調音が消失した結果、声門における調音だけが残ったもので、子音弱化の一種である。

## 声門破裂音

### イギリス英語とアメリカ英語
イングランドのほとんどの英語話者と多くのアメリカ英語話者は、二つの音環境で /t/ を声門破裂音 [ʔ] に非口腔音化させている。ひとつは、語末位の /t/ に別の子音を語頭にもつ語が後続する場合で、以下のような例がある。
- get ready [ˈɡɛʔˈɹɛɾi]
- not much [ˈnɑʔˈmʌtʃ]
- not good [ˈnɑʔˈɡʊd]
- it says [ɪʔˈsɛz]

もうひとつは、/l/、/r/、/n/、母音のいずれかと成節子音 [n̩] の間に挟まれた場合で、この /t/ は鼻腔開放されることもある。
- Milton [ˈmɪlʔn̩]
- Martin [ˈmɑɹʔn̩]
- mountain [ˈmaʊnʔn̩]
- cotton [ˈkɑʔn̩]

### コックニー英語
コックニー英語では、母音・流音・鼻音の間に挟まれた /t/ は [ʔ] に置き換えられる（たとえば bottle において顕著）。この過程はt声門化と呼ばれる。

### ドイツ語
バイエルン方言では、p、t、k、b、d、g が二つの子音の間に現れた場合（この状況は同方言では母音脱落により生ずることが多い）に非口腔音化し、[ʔ] に置き換えられる。したがって、話者は t と d を発音し分けているつもりでも Antn （あひる）も Andn （アンデス）もともに [anʔn] と発音される。また、バイエルン方言でより一般的な sàn(d) （ドイツ語の seind に由来、現代ドイツ語の sind、英語の are に相当）に代わってもうひとつの形式 hàn(d) が頻繁に現れる地域がある。

## 声門摩擦音

### スコットランド英語
スコットランド英語のいくつかの変種では、th と綴る /θ/ が [h] になる。この過程はth非口腔音化と呼ばれる。

### ギリシア祖語
ギリシア祖語では、/s/ が語頭ないし共鳴音（母音・流音・鼻音）間で [h] に変化した。
- 印欧祖語 *septḿ̥ → 古代ギリシア語 heptá 「七」（ラテン語の septem に対応）

母音間の /h/ は古代ギリシア語の時代までに失われ、その結果生じた母音連続はさらにアッティカ方言において母音縮合の変化を起こした。
- 後期印欧祖語 *ǵénesos → ギリシア祖語 *génehos → イオニア方言 géneos : アッティカ方言 génous 「民族の」

流音または鼻音の前の /h/ は、アッティカ＝イオニア方言群およびドーリス方言では先行母音に同化し、アイオリス方言では後続の鼻音に同化した。この過程は、/h/ の消失とそれに伴う代償延長（音節を同じ長さに保つために母音または子音を長音化させること）であると記述することもできる。
- 印欧祖語 *h₁ésmi → ギリシア祖語 *ehmi → アッティカ＝イオニア方言 ēmí : アイオリス方言 émmi 「私は～である」

### サンスクリット
サンスクリットでは、/s/ は語末で [h] になる（ḥ と翻字される）。たとえば、kā́mas （性愛）は kā́maḥ となる。

### スペイン語
スペイン語の多くの方言では、音節末の /s/ を [h] に非口腔音化させている。

### ゲール語
スコットランド・ゲール語やアイルランド・ゲール語では、s、t、f は子音弱化により [h] に変化し、sh、th、fh と綴られるようになった。fh で表される音は後に完全に消失した。